# Arensnest
Arensnest ist ein bewohnter Gemeindeteil im Ortsteil Schlamau der Gemeinde Wiesenburg/Mark im Landkreis Potsdam-Mittelmark in Brandenburg.

## Geografische Lage
Die Siedlung liegt rund 4,5 km nördlich des Gemeindezentrums und grenzt im Nordwesten an die Gemeinde Görzke. Nördlich liegt der Wohnplatz Wohnheim des zugehörigen Wiesenburger Ortsteils Benken. Südlich befindet sich der Ortsteil Schlamau, südöstlich dessen bewohnter Gemeindeteil Schmerwitz. Die Siedlung ist im Norden, Westen und Südwesten von Wald umgeben. Die übrigen Flächen werden vorzugsweise landwirtschaftlich genutzt. Die Siedlung ist über eine einzige Straße erreichbar, die von Schmerwitz nach Arensnest führt.

## Geschichte
Eine Siedlung Arnsnehste die Dorffstete erschien erstmals in den Jahren 1419/1420, war zu dieser Zeit jedoch bereits wüst gefallen. Es gehörte vor(?) 1419/1420 bis 1524 der Familie Thümen aus Blankensee. Sie verkauften im genannten Jahr die Dorfstett Arnßnest an die Familie Brandt von Lindau aus Wiesenburg. Diese legten um 1570 ein Vorwerk mit einer Försterei auf der wüsten Feldmark an. Arnsnest soll Pfarrkirche von Schlamau gewesen sein. Der Zehnt fiel 1555 und 1575 von Arnsnest jedoch nach Wiesenburg, zu dem Schlamau in dieser Zeit schon als Tochterkirche zugewiesen war. Im Jahr 1575 existierte ein Wohnhaus mit einem Brachmeier. Dieser Amtsträger, der in der Besoldung niedriger eingestuft war als ein Meier, hatte zuvor die Dorfmark an sich genommen und weiter gerodet. Die Siedlung wurde 1592 Arnsnest, ein Forwergk genannt. Dort gab es 1627 insgesamt 450 Schafe, 40 Rinder und 8 Schweine. Im genannten Jahr konnten 588 Scheffel Roggen, 384 Scheffel Gerste und 192 Scheffel Hafer eingefahren werden.
In Arnsnest lebten im Jahr 1777 insgesamt fünf Häusler. Im Vorwerk entstand im Jahr 1837 ein Rittergut mit 13 Wohnhäusern. Das Gut bestand im Jahr 1858 aus einem Abbau Forsthaus und 13 Wohn- sowie 20 Wirtschaftsgebäuden. Es war 3227 Morgen (Mg) groß: 4 Mg Gehöfte, 3 Mg Gartenland, 520 Mg Acker, 2700 Mg Wald. Zur Jahrhundertwende standen in Arnsnest neun Häuser (1900). Die Siedlung bestand 1905 mit Wohnplatz Chausseehaus Neuehütten, 1925 mit Vorwerk und Forsthaus und kam 1929 nach Schlamau. Dort war es 1931 Wohnplatz und ab 1964 ein Ortsteil. Im Ort gab es 1973 das VEG Schmerwitz, Schäferei Arnsnest.

## Bevölkerungsentwicklung
| Jahr      | 1817 | 1837 | 1858 | 1871 | 1885 | 1895 | 1905                    | 1925 |
| Einwohner | 66   | 80   | 75   | 52   | 46   | 42   | 48 und 4 (C. Neuhütten) | 38   |